# Stacey Oristano
Stacey Oristano (Arlington, Texas, 6 de Maio de 1980) é uma atriz americana. Ficou conhecida por interpretar Mindy Riggins na série Friday Night Lights, e aparece atualmente na série da ABC Family Bunheads como Truly Stone.

## Carreira
Stacey Oristano formou-se em Londres, Inglaterra na Rose Bruford School of Speech and Drama. Depois de se formar foi vista na produção de Steel Magnolias (como Annelle). Atualmente aparece na série Bunheads de Amy Sherman-Palladino como Truly Stone,a dona da loja de roupa, Sparkles e amiga chegada da Fanny e da Michelle.

## Filmografia

### Televisão
- Friday Night Lights - Mindy Collette/Riggins (2006-2011)
- Bunheads - Truly Stone (2012-2013)